# موز محمر
موز محمر (الاسم العلمي:Musa rubra) هو نوع من النباتات يتبع جنس الموز من فصيلة الموزية.